# یواس‌اس پلت (ای‌او-۱۸۶)
یواس‌اس پلت (ای‌او-۱۸۶) (به انگلیسی: USS Platte (AO-186)) یک کشتی بود. این کشتی در سال ۱۹۸۲ ساخته شد.